# دافيدي كولومبا
دافيدي كولومبا (بالإيطالية: Davide Colomba)‏ (19 يوليو 1988 ببولونيا في إيطاليا - ) هو لاعب كرة قدم إيطالي في مركز الوسط. لعب مع نادي أسكولي ونادي بارما ونادي بولونيا ونادي سبال ونادي فوجيا ونادي كروتوني ونادي مدينة بونه لكرة القدم.